# Ivan Ozero
Ivan Ozero (russe Иван-Озеро), c'est-à-dire lac d’Ivan, est un lac de la Russie d'Europe (Toula), où le Don prend naissance. Le canal du Don à la Volga, entrepris par Pierre le Grand en 1697, devait partir de ce lac.
En 1932, le lac est devenu une partie du réservoir Chatski, et depuis lors, il n'existe plus en tant que corps séparé.
Ivan Ozero est aussi un village dans le district urbain de Novomoskovsk de la région de Toula, anciennement situé sur les rives du lac du même nom.